# Ľubomír Harach
Ľubomír Harach (ur. 3 marca 1953 w miejscowości Horná Ždaňa) – słowacki polityk, inżynier i nauczyciel akademicki, poseł do Rady Narodowej, minister edukacji i nauki (1994), minister gospodarki (1999–2002).

## Życiorys
Ukończył szkołę średnią w Żarze nad Hronem, a w 1976 studia na wydziale inżynierii jądrowej i fizycznej Politechniki Czeskiej w Pradze. W 1985 uzyskał stopień kandydata nauk, a w 1987 habilitował się w Słowackiej Wyższej Szkole Technicznej w Bratysławie, na której w latach 1976–1987 pracował jako nauczyciel akademicki. Później zatrudniony w słowackim ministerstwie edukacji i nauki (do 1990) oraz jako dyrektor instytutu zajmującego się prognozami i badaniami dotyczącymi edukacji (do 1994).
Od marca do grudnia 1994 był ministrem edukacji i nauki w technicznym rządzie Jozefa Moravčíka. W 1994 z ramienia Unii Demokratycznej i w 1998 z listy Słowackiej Koalicji Demokratycznej uzyskiwał mandat posła do Rady Narodowej. Od 1999 kierował Unią Demokratyczną, wprowadzając ją w 2000 do SDKÚ.
Od października 1999 do października 2002 sprawował urząd ministra gospodarki w rządzie Mikuláša Dzurindy. Później wycofał się z działalności politycznej, przechodząc do pracy w sektorze prywatnym.